# Leyden Street

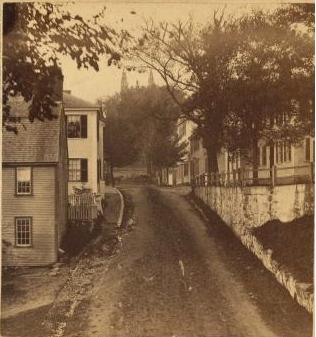
Leyden Street en el siglo XIX. Imagen de un período estereográfico.

Leyden Street (en español, 'calle Leyden'; originalmente llamada First Street, después Great y Broad Street; nombrada Leyden Street en 1823, y también conocida como Leiden Street o The Street) es una calle en Plymouth, Massachusetts (Estados Unidos), que fue creada en 1620 por los Peregrinos, y de la cual se afirma que es la calle más antigua habitada continuamente en las trece colonias de la Norteamérica británica.

## Historia
Los peregrinos comenzaron a abrir la calle antes de la Navidad de 1620, después de desembarcar del Mayflower, presuntamente cerca de Plymouth Rock. Los colonos originales construyeron sus casas a lo largo de la calle, desde la orilla del mar hasta la base de Burial Hill, donde fue situada la edificación original del fuerte, y que ahora es el sitio de un cementerio, y la Primera iglesia parroquial en Plymouth. El arroyo de la ciudad es adyacente a la calle y proporcionó el agua potable para los primeros colonos. El gobernador William Bradford, el doctor Samuel Fuller, Peter Browne y otros colonos poseían lotes a lo largo del camino. El famoso primer Día de Acción de Gracias probablemente fue celebrado cerca de allí en 1621. En 1823, la calle pasó a ser llamada Leyden Street en honor a la ciudad de Leiden, en los Países Bajos, que ofreció refugio a los peregrinos antes de partir hacia América. La calle Leyden, como se veía en 1627, fue recreada en la cercana plantación de Plymouth. Aunque otras calles como las de Jamestown, Virginia, fueron utilizadas de forma intermitente, la calle Leyden se ha utilizado de forma continua desde que los colonos originales construyeron casas a lo largo de ella.

## Galería de imágenes

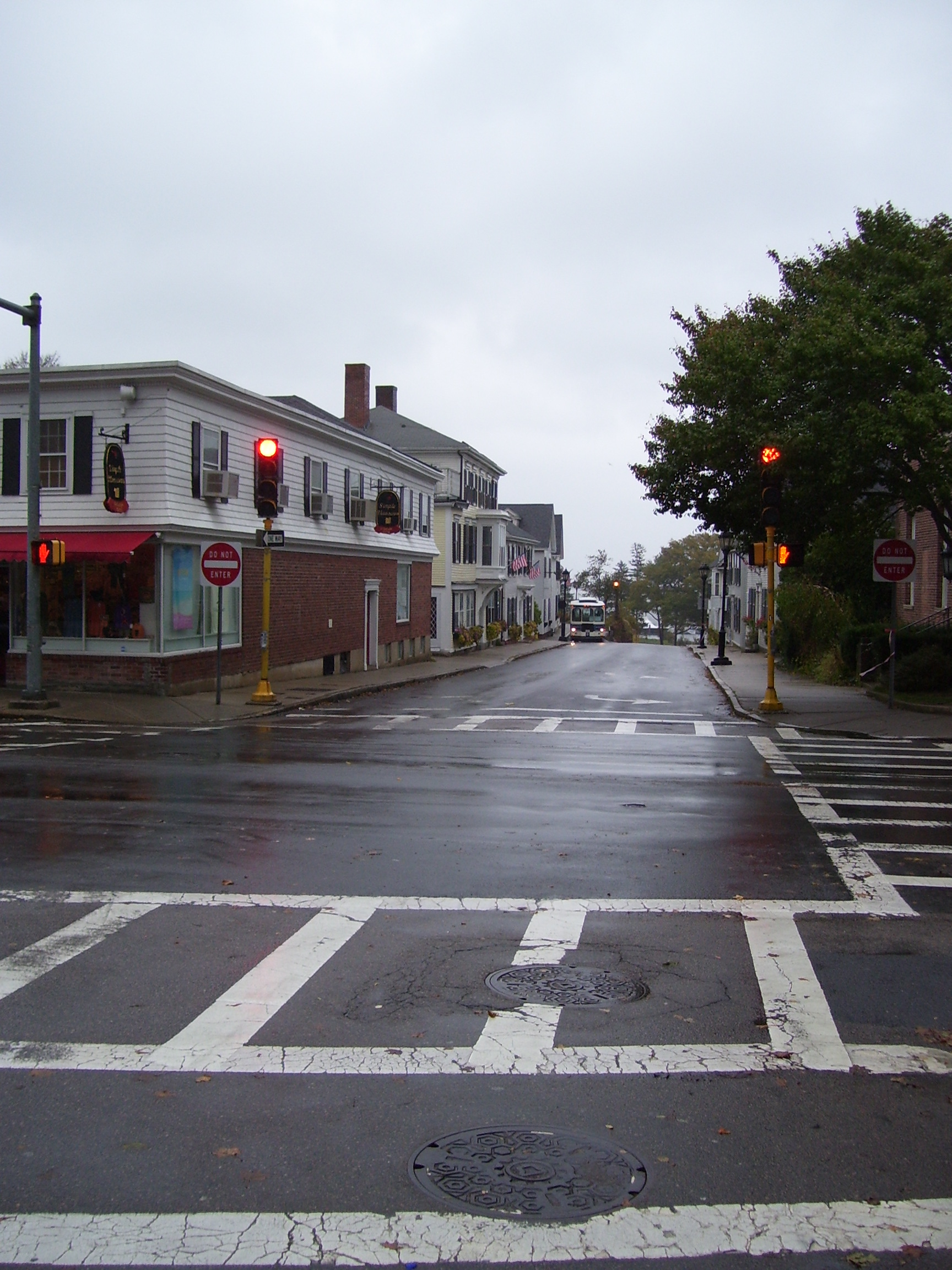
Calle Leyden, la primera calle en Plymouth.
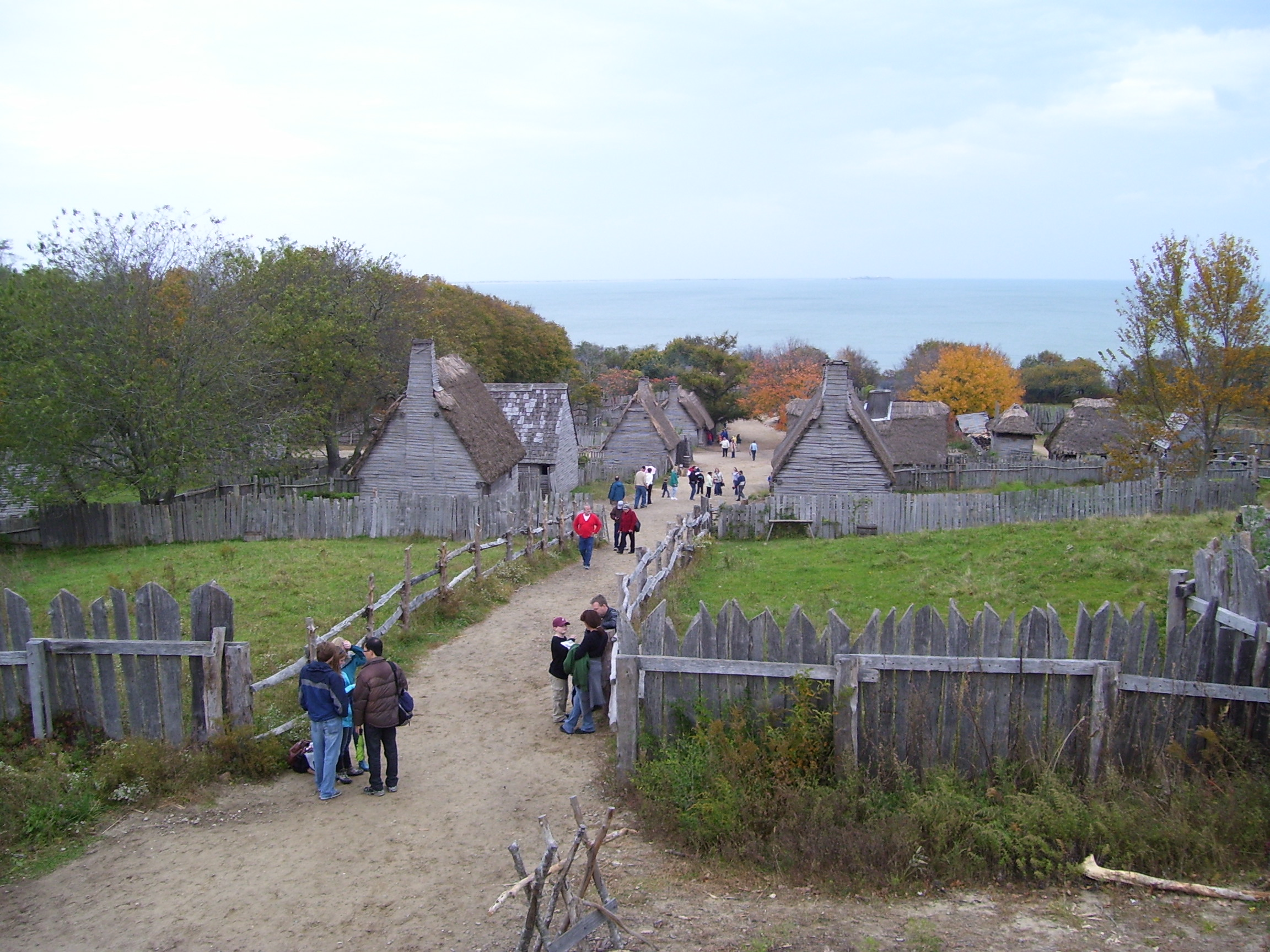
Vista desde la fortaleza de Plimoth Plantation; mirando hacia abajo se observa una recreación de Leyden Street, la primera calle en Plymouth.
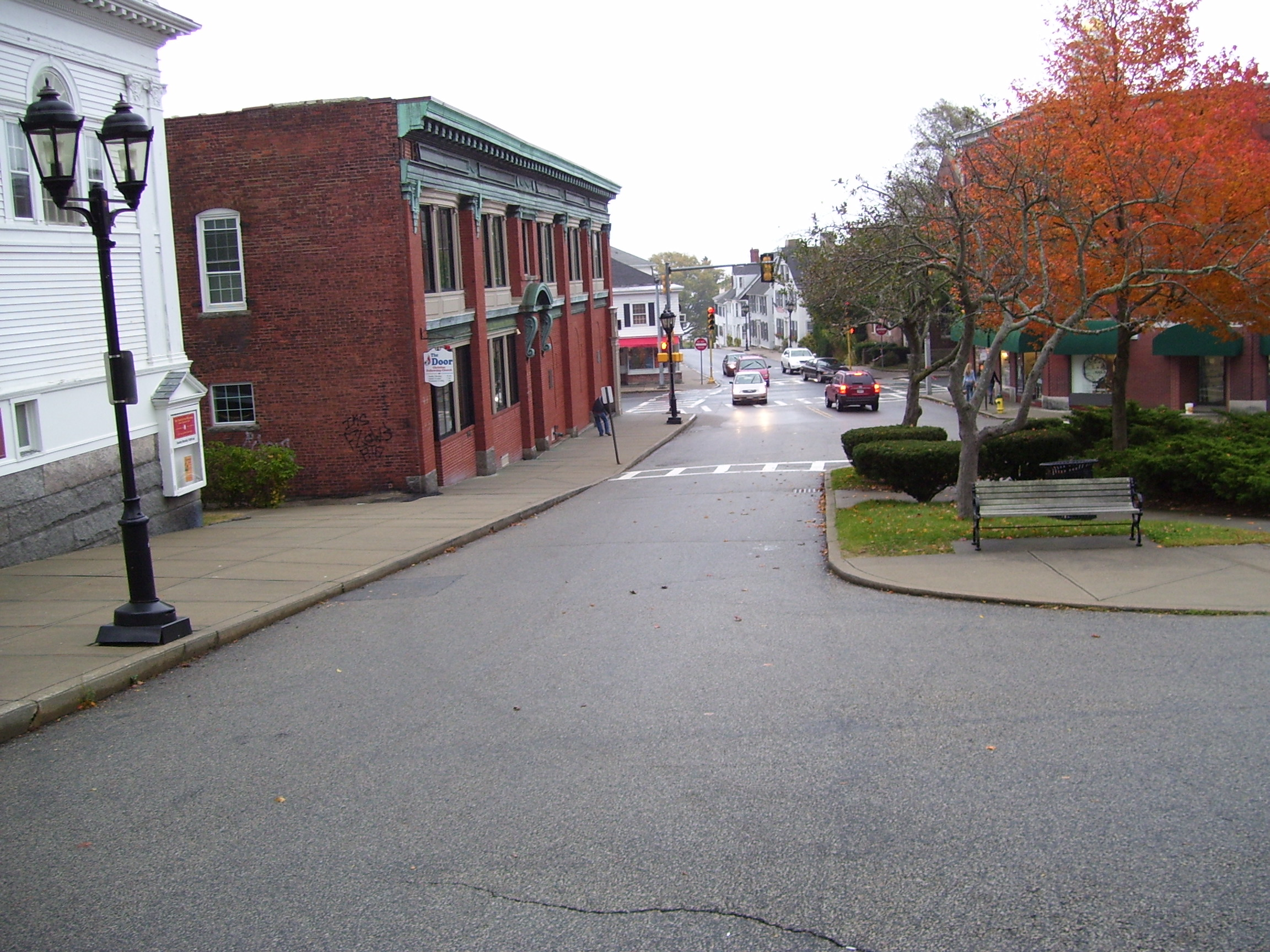
Leyden Street, vista desde la Primera Iglesia Parroquial en Plymouth.
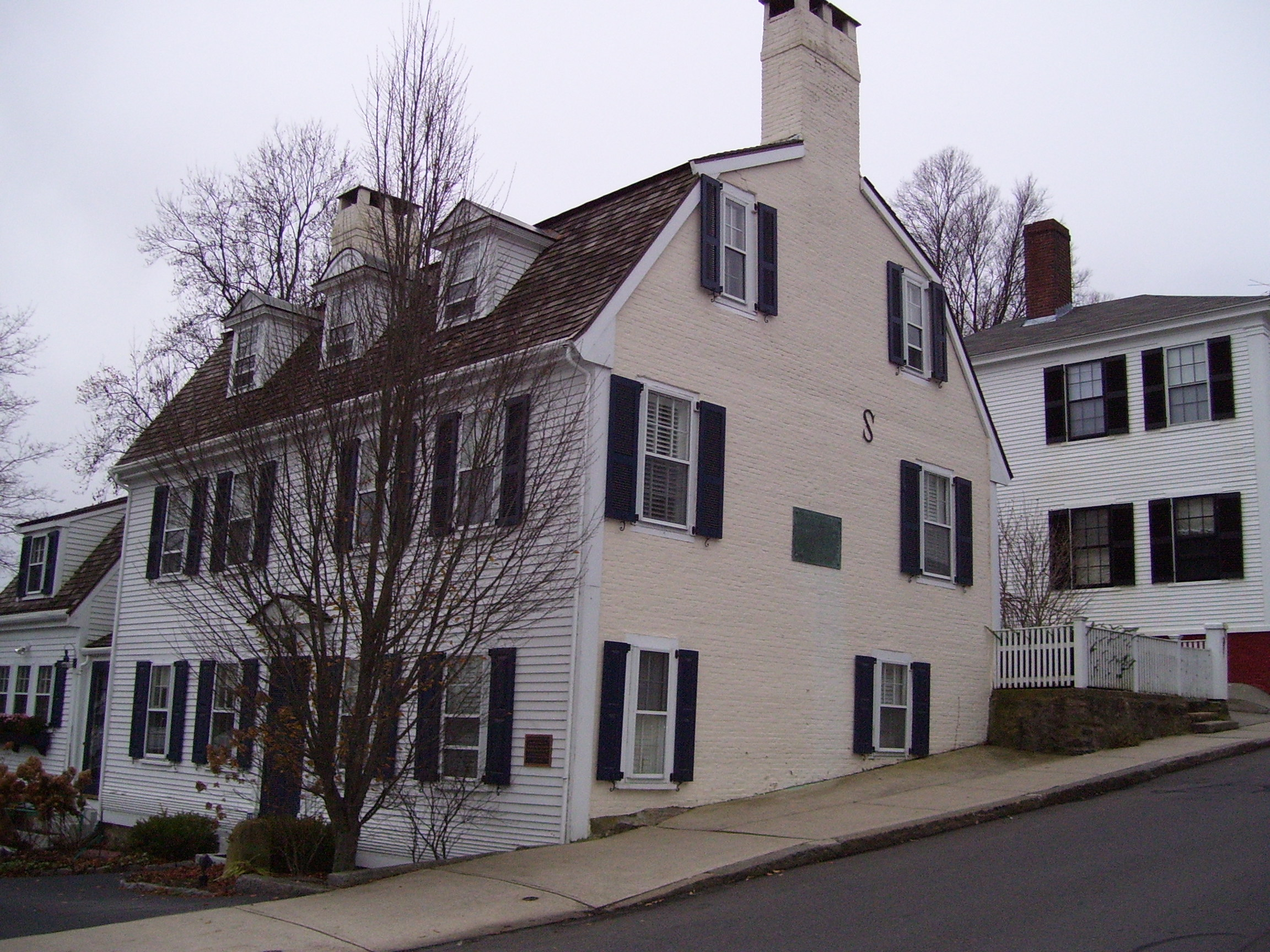
Casa de la Ciudad en la Calle Leyden.
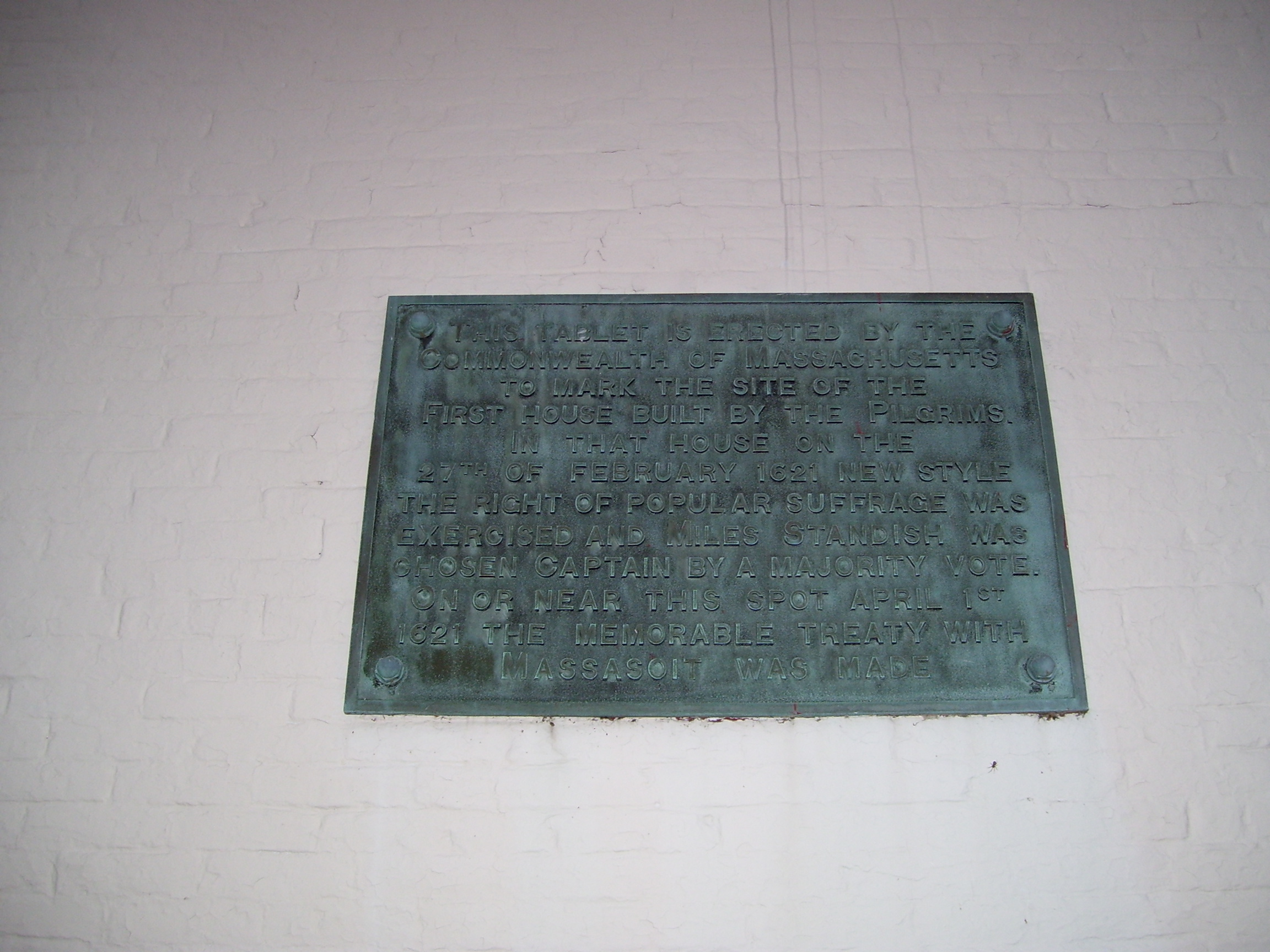
Placa de la Casa de la Ciudad.
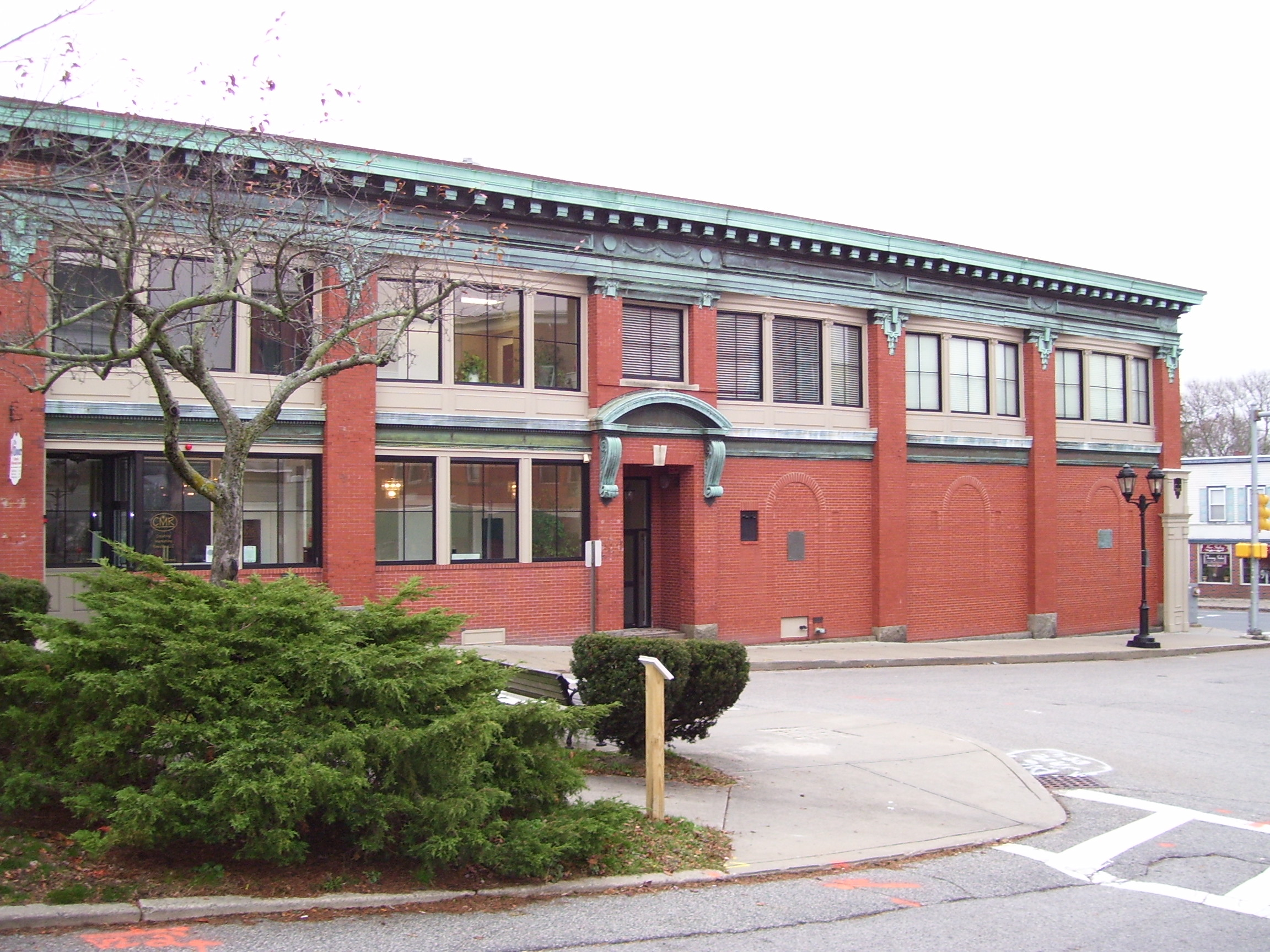
Casa de William Bradford.